# 端姑賽布特拉
端姑赛布特拉 KCMG（1920年11月25日—2000年4月16日）是馬來亞第三任（马来西亚第一任）最高元首和第七任玻璃市拉惹。
1963年9月16日，马来西亚成立，端姑赛布特拉是马来亚的最后一位最高元首，也是马来西亚联邦的第一位最高元首。他还是新加坡历史上唯一的马来西亚最高元首。
端姑赛布特拉作为最高元首的任期以新成立的马来西亚与其更大的邻国印度尼西亚之间的对抗为标志。他在任期结束时提出继续担任最高元首，以见证对抗的结束，但这一建议被时任首相东姑阿都拉曼拒绝。
2000年4月16日下午2时20分，端姑赛布特拉在吉隆坡国家心脏中心駕崩，享年79岁。首相马哈迪·莫哈末于4时10分到访国家心脏中心向其致以最后的敬意，并在逗留了约30分钟后离开。国会下议院和上议院也向玻璃市王室表示哀悼。他的遗体于4月17日下午3时50分被安葬在亚娄皇家陵墓。